# José María Cabrer
José María Cabrer (Barcelona,  – Buenos Aires, 10 de novembro de 1836) foi um engenheiro militar e geógrafo espanhol que desenvolveu um notável trabalho no Vice-Reino do Rio da Prata.

## Biografia
Nasceu em Barcelona em 1761, filho de Carlos Cabrer y Suñer, engenheiro militar, e de Gracia Ana Rodríguez y Zapata.
Estudou engenharia na Real Academia de Barcelona, tendo como professor de matemática seu padre, que alcançou o posto de tenente geral e diretor chefe do Real Cuerpo de Ingenieros.
Iniciada a guerra com a Grã-Bretanha em apoio à Independência dos Estados Unidos, em 1780 abandonou seus estudos para alistar-se na expedição que sob a ordem do general Victorio de Navía zarpou para atacar Jamaica, porém recebeu ordens para passar ao Rio da Prata como agregado do Real Cuerpo de Ingenieros en el Río de la Plata na comissão demarcadora dos limites com o Brasil, então parte do Império Português.
Em 1 de janeiro de 1781 desembarcou em Buenos Aires. Os trabalhos de demarcação demoraram a iniciar, motivo pelo qual Cabrer aproveitou o tempo para completar sua formação. Quase ao final de 1783 passou com o grau de capitão para a Banda Oriental do Uruguai, a fim de levantar o plano da Lagoa Mirim, primeiro marco da demarcação a cargo da divisão de José Varela y Ulloa (1739-1794).
Mais tarde foi o segundo comissário e geógrafo da segunda demarcação liderada por Diego de Alvear y Ponce de León, encarregado do reconhecimento do rio Paraná e do curso do rio Uruguai no Território das Missões, adjacente às colônias portuguesas. Em 17 de novembro de 1789 foi encarregado do reconhecimento do rio Peperi-Guaçu, ponto central da linha divisória projetada no "Tratado de aliança mútua entre os reis da Espanha e de Portugal", assinado em outubro de 1759 e do Tratado de Santo Ildefonso (1777), tarefa que realizou entre 8 de dezembro e 6 de julho de 1790, quando entraram no povoado de Santo Ángel, com toda a nossa partida na maior miséria e nudez, com as pernas inchadas, o corpo coberto de feridas e as longas barbas como anacoretas.
Em 1801 regressou a Buenos Aires. As notícias da morte de seu pai já octogenário, de dois irmãos, de sua cunhada e sobrinho o fizeram desistir da ideia de regressar para a Espanha.
Em 1805 solicitou ao vice-rei Rafael de Sobremonte, tal como dispunham as ordenanças, a autorização para contrair matrimônio com Juana Bautista Casimira Ximénez y Navarro, natural de Missiones mas que morava em Buenos Aires, filha de Antonio Zimenez Cosano, "sangrador y barbero", e de Fernanda Navarro. Iniciado o trâmite foi consultado Bernardo Lecocq, Brigadeiro Subinspetor e Comandante do Real Corpo de Engenheiros, conhecido de Cabrer desde seus trabalhos fronteiriços. Lecocq se manifestou em seu informe muito adverso a autorizar o casamento por demérito da noiva e sua família, porém Sobremonte resolveu finalmente autorizar o enlace.
Foi um cartógrafo notável e se deve a ele a projeção cartográfica que construiu em 1802 e que foi primeiramente conhecido em 1853 graças a Martin de Moussy. Também deixou uma volumosa compilação de documentação e mapas de sua autoria, refletindo sua tarefa na comissão de limites, parte da qual foi publicada como Diario de la segunda subdivisión de límites españoles entre los dominios de España y Portugal en la América Meridional, iniciado em 29 de dezembro de 1782 e finalizado em 26 de outubro de 1801 com abundantes dados históricos.